# Докампо, Эдуардо
Эдуардо Докампо Альдама (исп. Eduardo Docampo Aldama; род. 26 мая 1974, Бильбао, Бискайя, Испания) — испанский футбольный тренер.

## Биография
В качестве футболиста играл на позиции опорного полузащитника за любительские клубы Испании.
Тренерскую карьеру начал в 2006 году в академии клуба «Атлетик Бильбао». В 2012 году стал работать в академии казанского «Рубина» на должности тренера-методиста. В 2015—2017 годах входил в тренерский штаб сборной Беларуси, ассистируя Александру Хацкевичу. В 2017 году ассистировал испанскому тренеру Хоакину Капарросу в катарском «Аль-Ахли». В 2018—2019 годах входил в тренерский штаб киевского «Динамо», где снова работал вместе с Хацкевичем.
Летом 2019 года вернулся в «Рубин». Предполагалось, что специалист станет ассистентом Романа Шаронова, однако так как у Шаронова не было необходимой лицензии Pro, а у Докампо она имелась, то Докампо формально был назначен главным тренером. Некоторое время в начале сезона 2019/20 «Рубин» в своих материалах продолжал называть Шаронова главным тренером, однако после штрафа от РФС тренером стал указываться Докампо.
В октябре 2020 года вошёл в тренерский штаб «Уфы». 5 апреля 2021 года стало известно, что старший тренер Эдуардо Докампо уходит из клуба «Уфа» вслед за главным тренером Рашидом Рахимовым, который подал в отставку.